# Eugène-Henri Fricx

Harrewijn: Plattegrond van Antwerpen met fortificaties, 1712.

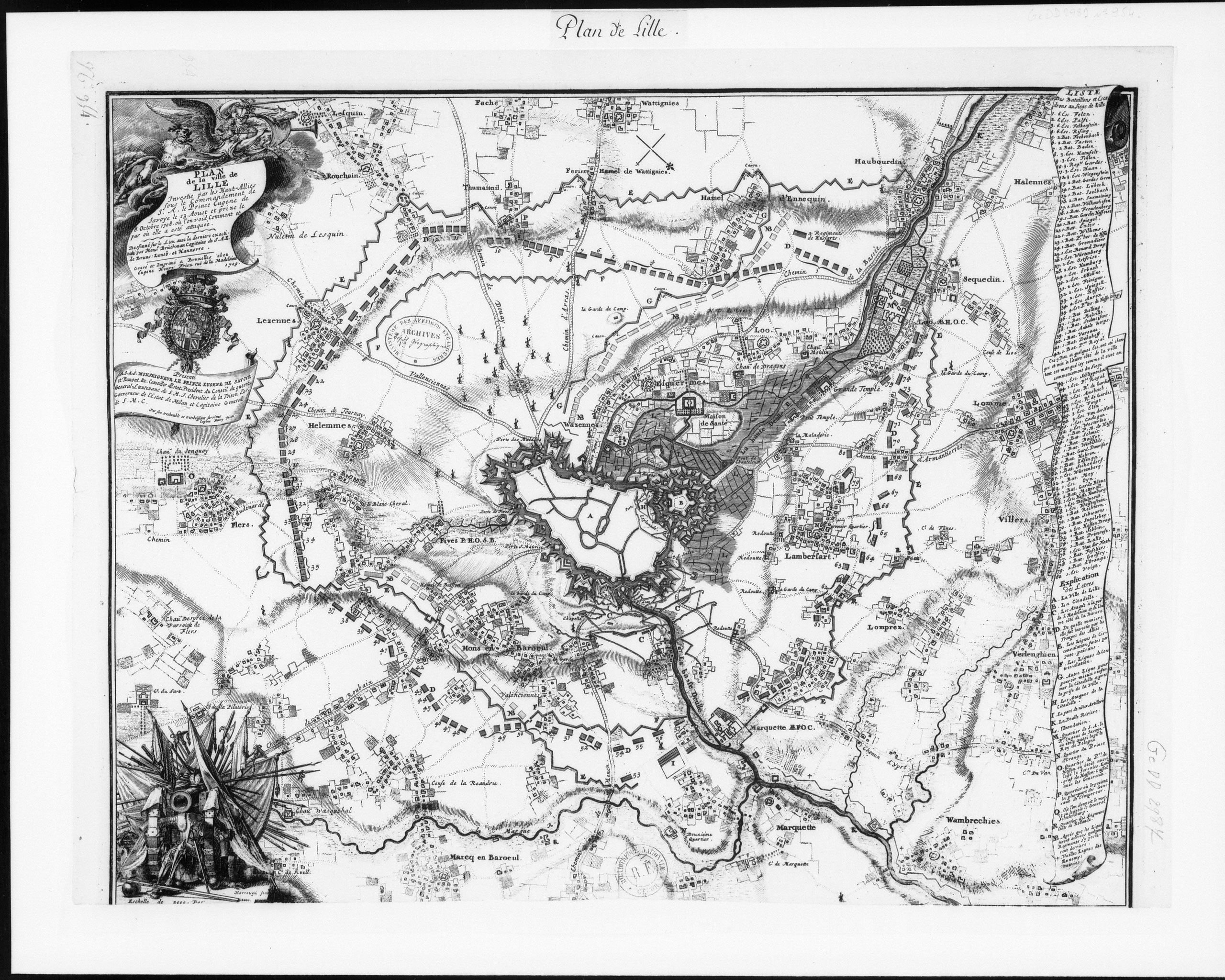
Plattegrond van Rijsel, belegerd door prins Eugenius van Savoye in 1708, door E.-H. Fricx, 1709.

Eugène-Henri Fricx of Friex, Frix of Frickx (januari 1644 - 18 december 1730) was een Brusselse drukker.
Hij was actief van 1670 tot aan zijn overlijden, waarbij hij bekendstond om zijn drukken van aanplakbiljetten van de stad, talrijke geschiedenisboeken en militaire kaarten van België, waaronder in het bijzonder zijn collectie van " Carte[s] Particuliere[s] des Environs de... ".

## Referentie
- Dit artikel of een eerdere versie ervan is een (gedeeltelijke) vertaling van het artikel Eugène-Henri Fricx op de Franstalige Wikipedia, dat onder de licentie Creative Commons Naamsvermelding/Gelijk delen valt. Zie de bewerkingsgeschiedenis aldaar.